# Meteor Storm
Meteor Storm ist ein US-amerikanischer Katastrophenfernsehfilm aus dem Jahr 2010 von Tibor Takács.

## Handlung
In San Francisco wird für die frühen Morgenstunden ein Meteoritenschauer erwartet. Tausende Bürger versammeln sich, um Zeuge dieses seltenen Naturphänomens zu werden. Die Freude und Bewunderung ist groß, als die ersten Meteoriten in die Erdatmosphäre eindringen. Allerdings verglühen die Himmelskörper nicht wie vorhergesagt, sondern schlagen ungebremst in die Stadt ein und zerstören Gebäude und verletzen und töten die Passanten.
Die Professorin der Astronomie Dr. Michelle Young kann sich dieses Spektakel nicht erklären, da es gegen sämtliche wissenschaftliche Kenntnisse widerspricht. Sie findet schon bald heraus, dass der Erde ein erneuter Schauer bevorsteht. Daher schließt sie sich Colonel Jack Clancey an, einem Ex-Kollegen ihres Mannes Colonel Tom Young. Auf der Operationsbasis der Armee fungiert sie von nun an als Spezialistin.
Sie entdeckt, dass ein großer Asteroid sich Richtung Erde bewegt und droht, zu kollidieren. Es wird entschieden, die Himmelskörper mit Raketen zu zerstören. Kurz bevor die Raketen ihr Ziel erreichen können, versagt allerdings das Steuerungssystem und der Angriff verpufft. Michelle findet heraus, dass die Meteoriten aus Unbinilium bestehen und daher stark magnetisch sind. Daher wird die ganze Stadt nun evakuiert. Mittendrin sind auch die gemeinsamen Kinder des Ehepaars Young Kara und Jason Young.

## Hintergrund
Der Film wurde 2009 in North Vancouver, British Columbia in Kanada realisiert und wurde für den Fernsehsender Syfy, die sich an der Produktion beteiligten, produziert. Die Unity Pictures Group und MarVista Entertainment waren ebenfalls an der Produktion beteiligt.
Meteor Storm feierte seine Fernsehpremiere am 30. Januar 2010 auf Syfy. In Deutschland erschien der Film erstmals am 1. März 2013 im Videoverleih. Am 12. März 2021 feierte der Film mit einem neuen Cover eine erneute Einführung in den Videoverleih. Daneben wurde er im deutschen Free-TV, unter anderen auf Tele 5 ausgestrahlt.

## Kritik
„(Fernseh-)Katastrophenfilm, der kein Klischee auslässt.“

„Keine Sternstunde des Science-Fiction-Films.“

TV Today belächelt Regisseur Tibor Takács als B-Movie-Macher und spricht davon, er hätte den Film für Syfy hingerotzt.
Auf Rotten Tomatoes hat der Film bei über 100 Publikumsbewertungen eine miserable Wertung von nur 9 %. In der Internet Movie Database kommt der Film bei gut 1.200 Stimmen auf eine schwache Wertung von 3,6 von 10,0 Sternen.